# Edyth Swannesha

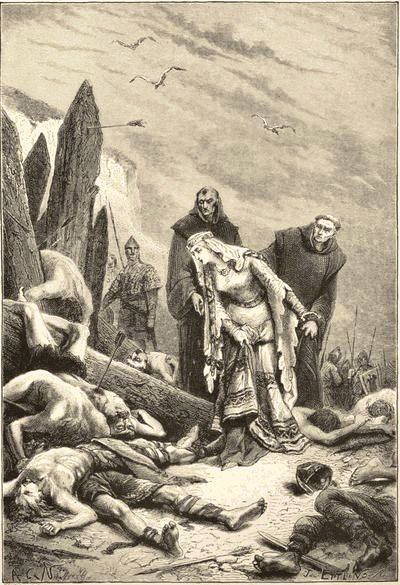
Edyth entdeckt den Körper Haralds, aus François Guizot: Histoire de France

Edyth Swannesha (altenglisch „Ealdgȳð Swann hnesce, Edyth [der] sanfte Schwan“) (* um 1025; † nach 1066) war die Lebensgefährtin des Königs Harald Godwinson (um 1022–1066) über mehr als 20 Jahre, insbesondere in der Zeit vor seiner Thronbesteigung. Sie ist auch als Edyth Swanneschals oder Edyth Swanneck, also Edith Schwanenhals bekannt, wobei es sich hier um eine Fehlübersetzung ihres Namens handelt. Manchmal wird sie mit Ealdgyth von Mercia verwechselt, die Harald um 1066 heiratete.

## Geschichte
Edyth ist die Mutter der meisten bekannten Kinder Haralds. Obwohl sie in den Augen der Kirche nicht seine Ehefrau war, gibt es keinen Hinweis darauf, dass diese Kinder als illegitim angesehen wurden. Tatsächlich wurde eine von Haralds und Ediths Töchtern, Gyda Haraldsdatter (oder Gytha von Wessex), als „Prinzessin“ angesprochen und mit Wladimir Wsewolodowitsch Monomach, dem Großfürsten von Kiew verheiratet.
Edith Swannesha ist in der Geschichte und der Folklore bekannt als diejenige, die nach der Schlacht von Hastings 1066 den toten Harald identifizierte und so die Bergung der Leiche vom Schlachtfeld und ein christliches Begräbnis durch die Mönche der Abtei Waltham in Essex ermöglichte.
In Deutschland ist die Legende durch Heinrich Heine bekannt geworden, der in seinem Gedicht Schlachtfeld bei Hastings (Romanzero, Erstes Buch, Historien) mit „Edith Schwanenhals“ als Hauptfigur die Geschichte in Reime gefasst hat.
Mathilde Wesendonck verarbeitete dieses Thema in ihrem 1871 vollendeten 130-seitigen Trauerspiel Edith oder die Schlacht bei Hastings.

## Nachkommen
- Godwin (* 1049)
- Edmund (* 1049)
- Magnus (* 1051)
- Gunhild (* 1055, † 1097), Nonne in Wilton (Wiltshire)
- Gytha ⚭ um 1070 Wladimir Wsewolodowitsch Monomach, 1113–1125 Großfürst von Kiew